# Mihajlo III. Vojislavljević
Mihajlo III. Vojislavljević (srbsko Михаило III Војислављевић, latinizirano: Mihajlo III Vojislavljević) je bil od okoli 1180 ali že prej do leta 1186 ali 1189 knez Duklje. Bil je bratranec velikega kneza Raške Štefana Nemanje. Kneževina Duklja je bila do leta 1180, ko je umrl cesar Manuel I. Komnen in so se v cesarstvu začeli nemiri, vazal Bizantinskega cesarstva. Bizantinske posesti v južni Dalmaciji je do leta 1186 zavzel Štefan Nemanja, ki je svojo oblast razširil tudi nad Dukljo. Oblast kneza Mihajla III. se je zmanjšala na primorske predele Duklje  okoli Bara, oblast nad celinsko Dukljo pa je dobil Vukan, najstarejši sin Štefana Nemanje.  
Knez Mihajlo je bil pokrovitelj barske nadškofije. Njegovo ženo, kneginjo Desislavo, je leta 1189, verjetno po Mihajlovi smrti, barski nadškof Gregor spremljal v Dubrovnik.

## Vira
- Ćirković, Sima (2004). The Serbs. Malden: Blackwell Publishing. ISBN 9781405142915.
- Fine, John Van Antwerp Jr. (1991) [1983]. The Early Medieval Balkans: A Critical Survey from the Sixth to the Late Twelfth Century. Ann Arbor, Michigan: University of Michigan Press. ISBN 0472081497.

| Mihajlo III. Vojislavljević VojislavljevićiRojen: 12. stoletje Umrl: 12. stoletje |                               |                                       |
| Vladarski nazivi                                                                  |                               |                                       |
| Predhodnik: Radoslav                                                              | Knez Duklje 1165/75 – 1186/89 | Naslednik: Vukan pod Štefanom Nemanjo |